# Brummerska skolan

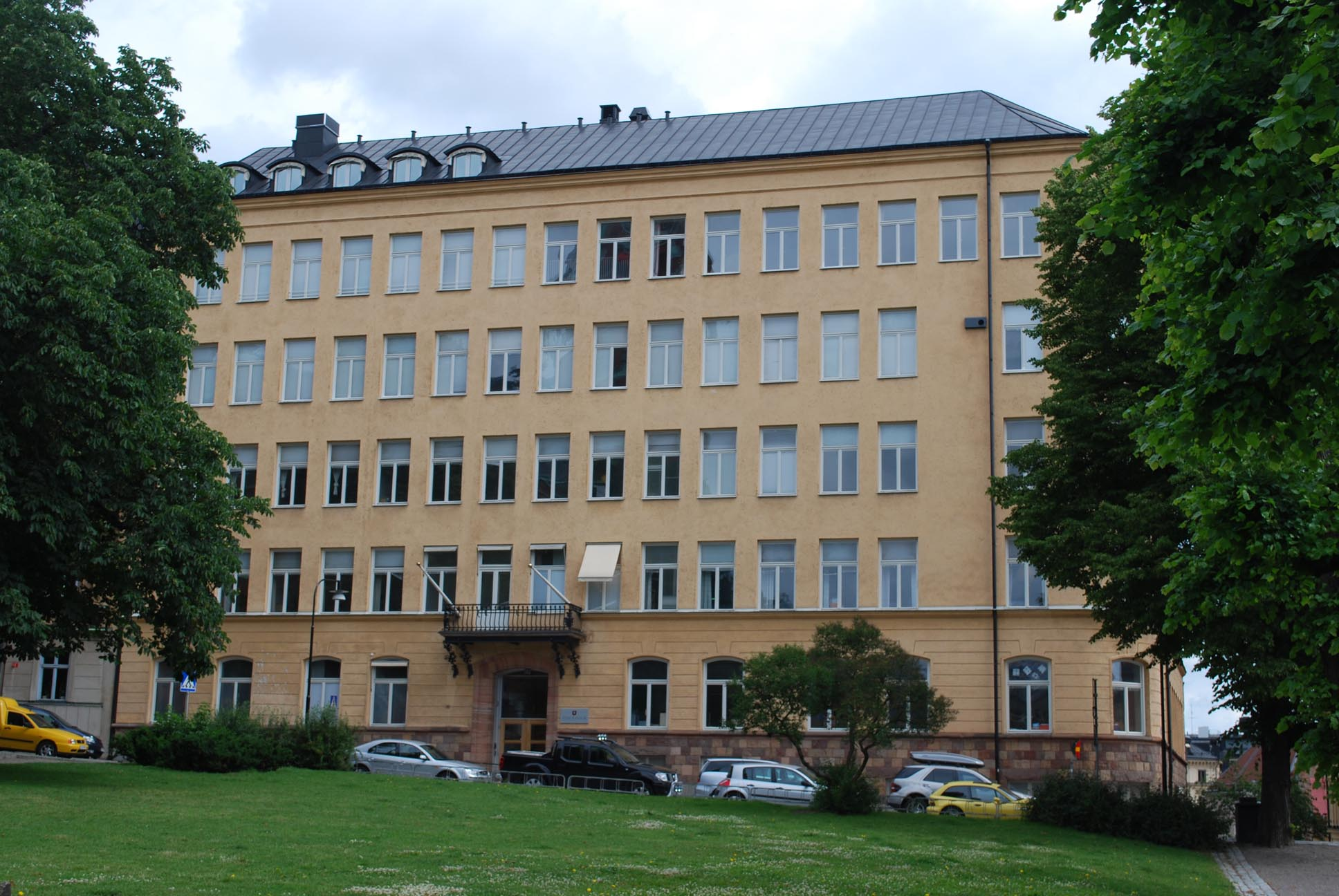
Skolbyggnaden på Johannesgatan 18. Byggnaden uppfördes 1896-97 (arkitekt Sam Kjellberg), men genomgick 1948 en kraftig ombyggnad efter Paul Hedqvists ritningar.

Brummerska skolan var en privat flickskola på Norrmalm i Stockholm som grundades av Eugenie Brummer 1882, då lärare vid Beskowska skolan, vilken var skolans rektor 1882–1893 och 1894–1914. Då låg flickskolan vid Kammakargatan 8 och 1887 flyttade den till Malmskillnadsgatan 41. Skolan var en humanistisk inriktad flickskola med kristen grundsyn och kvinnliga lärare. 1897 flyttade skolan till ett nybyggt skolhus på Johannesgatan 18.
Första läsåret var 33 elever inskrivna. Klasserna var uppdelade i 3 förberedande avdelningar (småskolan) med pojk- och flickklass på varje nivå samt 8-årig elementarskola för flickor, den egentliga flickskolan. Pojkar fick rätt till inträde i allmänna läroverk efter småskolan. Efter avgångsexamen med normalskolekompetens från elementarskolan fick flickorna tillträde till vissa statliga utbildningar och yrken. År 1914 inrättades en kindergarten (lekskola) efter Friedrich Fröbels metod. År 1929 bildades en 7-årig linje som byggde på 4-årig folkskola och samtidigt avvecklades småskolan för pojkar.
AB Brummerska skolhusbyggnaden tillkom 1896 för finansiering av ett nytt skolhus vid Johannesgatan 18. Där fortsatte verksamheten tills Brummerska skolan kommunaliserades och uppgick i Norrmalms kommunala flickskola den 1 juli 1939.
1939 såldes skolan tillsammans med Annaskolan-Detthowska skolan och Ateneum för flickor, kommunaliserades och bildade Norrmalms kommunala flickskola. 
1976 köptes skolbyggnaden av privatskolan International School of Stockholm. Idag bedrivs fortfarande undervisning i skolbyggnaden under namnet Stockholm International School.

## Adresser
- 1882–1887 Malmskillnadsgatan 41
- 1887–1897 Kammakargatan 8
- 1897–1939 Johannesgatan 18 (eget skolhus)